# Холеретики
Холеретики, или холеретические средства, — желчегонные средства, которые увеличивают концентрацию жёлчных кислот в жёлчи.
К этой группе относятся препараты, содержащие компоненты бычьей жёлчи (аллохол, холензим, лиобил и др.) и/или растительные стеролы, входящие в состав желчегонных трав (цветы бессмертника, кукурузные рыльца, экстракт плодов шиповника), увеличивающие концентрацию органических анионов (танацехол и др.). К растительным препаратам - холеретикам относится Фламин. К синтетическим препаратам - холеретикам относятся: гидроксиметилникотинамид (Никодин), Цикловалон, Осалмид (Оксафенамид).
Показаниями к назначению холеретиков являются хронические воспалительные заболевания печени и желчевыводящих путей, в т.ч. хронический холецистит и холангит, применяют их при дискинезии желчевыводящих путей, при лечении запоров. При необходимости холеретики комбинируют с антибиотиками, анальгетиками и спазмолитиками, со слабительными средствами.
Побочные эффекты: аллергические реакции, диарея. 
Противопоказания к применению холеретиков: нарушения проходимости желчевыводящих путей, дистрофия печени, гепатиты, циррозы печени, язвенная болезнь, эрозии слизистой оболочки желудочно-кишечного тракта, панкреатит, диарейный синдром. У детей эти препараты применяются ограниченно в связи с раздражающим действием на слизистую оболочку желудочно-кишечного тракта.